# 控球率
控球率是指在一场足球比赛中，一队持球或控制住球的时间。控球率通常以百分比表示（例如，A队为60%，B队为40%）。历史上，荷兰的俱乐部（尤其是阿贾克斯足球俱乐部）以主导控球率而闻名，但後來的2010年代初期，西甲的巴塞罗那足球俱乐部一度成为保持控球率最好的球队。德国的拜仁慕尼黑足球俱乐部排在第二。在瓜迪奥拉来到拜仁慕尼黑后，拜仁被认为比巴塞罗那更会控球，例如他们在2014–15年歐洲冠軍聯賽欧洲冠军联赛的半决赛中就如此體現出來。哈維在退役前一度被認為是保持控球率最高的球员。喜歡控球的足球队在無球時往往试图在球场上高位压迫对手，以便迅速收回球权。因此，喜歡控球的球队的防线通常位於中场线附近，甚至可能深入至对方的半场。不過当球队丢球时，防线必须迅速向後撤退，否则球队可能会因为防线距離球門過遠而遭到對方危险的反击。
教练们普遍认为保持控球率的优势是有用的，但不保证一定能讓球隊贏球。例如意大利的俱乐部曾經在欧洲足球中非常成功，但却没有过多强调控球率。